# Vojslavice (Bystřice)
Vojslavice (německy Wojslawitz) je část města Bystřice v okrese Benešov. Nachází se na jihovýchodě Bystřice. V roce 2009 zde bylo evidováno 12 adres. Vojslavice leží v katastrálním území Kobylí o výměře 3,73 km².

## Gramatika
Název Vojslavice je podstatné jméno pomnožné. Správné skloňování je tedy Vojslavice bez Vojslavic.

## Historie
První písemná zmínka o vesnici pochází z roku 1381.